# Ернан Лаборде
Ернан Лабо́рде (ісп. Hernán Laborde; 18 листопада 1895, Веракрус — 1 травня 1955, Мехіко) — мексиканський комуніст і активіст, який відіграв значну роль у комуністичному русі в Мексиці.

## Біографія
Ернан Лаборде народився 18 листопада 1895 року у місті Веракрус, Мексика. Він був сином Франціско Лаборде та Розенди Родрігес. По професії Ернан був службовцем-залізничником і займався цією роботою з 19-річного віку. Змалку він був захоплений політикою та соціальними питаннями, що стимулювало його прагнення допомагати робітникам і боротися за справедливість у суспільстві.

## Політична кар'єра
У 1925 році вступив до Мексиканської комуністичної партії. Швидко став активним учасником робітничого руху Мексики. Зокрема, він був одним з організаторів перших незалежних профспілок залізничників у країні. У 1924 році приєднався до професійного союзу  мексиканських залізничників (Alianza de los Ferrocarrileros Mexicanos) і став одним з лідерів залізничних страйків, що відбулися в 1926—1927 роках. За свою активну участь в страйках, уряд Плутарко Кальєса наказав його арештувати, і Лаборде був ув'язнений.
У липні 1928 року обраний депутатом і займав цю посаду до травня 1929 року. Однак як єдиний представник комуністів у парламенті, він був позбавлений мандата та звинувачений в сприянні католицьким заколотникам і контрреволюціонерам.
З 1929 по 1940 роки Лаборде був генеральним секретарем Мексиканської комуністичної партії. У 1932 році на нього було скоєно замах, під час якого загинув його співробітник Беньямін Хіменес. Він також був висунутий як кандидат на пост президента Мексики від компартії та Робітничо-селянського блоку на виборах 1934 року, але посів останнє місце.

## Вплив на історію
Ернан Лаборде відіграв важливу роль у робітничому русі Мексики та боротьбі за права працівників. Його організаторські здібності та активна участь у страйках і профспілковому русі сприяли формуванню незалежних професійних союзів. Він був принциповим комуністом, який незалежно відстоював свої переконання і критикував політику «єдності за будь-яку ціну» Комінтерну.
Ернан Лаборде був одружений зі співачкою, композитором та громадською діячкою Кончою Мішель.
Після свого виключення з Мексиканської комуністичної партії, Лаборде разом з Валентіном Кампою організував Робітничо-селянську партію Мексики (PCOM).

## Літератуа
- Лаборде Эрнан // Латинская Америка. Энциклопедический справочник : в 2 т. / гл. ред. В. В. Вольский. — Москва : Советская энциклопедия, 1982. — Т. 2 : К — Я. — С. 113. — Ствп. 319. (рос.)